# Partnach
Die Partnach ist ein etwa 18 km langer bayerischer Gebirgsfluss. Sie entspringt auf 1440 m Höhe im Zugspitzmassiv. Gespeist wird die Partnach vom Schmelzwasser des um etwa 1100 m höher gelegenen Schneefernergletschers, das im verkarsteten Gesteinsboden versickert und beim Partnachursprung wieder an die Oberfläche gelangt.

## Name
1476 wurde das Gewässer als Partnachen erstmals schriftlich erwähnt.
Der Name Partnach setzt sich aus dem indogermanischen Wort portn für Durchgang und dem althochdeutschen Wort aha (Ache) für einen Wasserlauf zusammen.

## Partnachursprung
Der Partnachursprung liegt auf 1.440 m, westlich der Reintalangerhütte am Ochsensitz. Während verschiedener Messungen in den Jahren 2002–2006 wurden die Schüttungswerte der Quelle erfasst und dokumentiert. Die niedrigste gemessene Schüttung (NNQ) – zeitweise war die Quelle während der Messungen sogar trocken gefallen – lag bei 400 l/s, die höchste gemessene Schüttung (HHQ) bei 16.770 l/s. Aus den ermittelten Werten ergeben sich für den Zeitraum 2002–2006 der mittlere Niedrigwasserabfluss (MNQ) mit 490 l/s, der mittlere Abfluss (MQ) mit 1.460 l/s und der Mittlere Hochwasserabfluss (MHQ) mit 8.820 l/s.

## Verlauf
Die Partnach fließt danach das Reintal hinab, zunächst in Richtung Ostnordosten entlang der Achse des von ihr zu großen Teilen entwässerten Wettersteingebirges. Dort durchlief sie bis zum Jahr 2005 zwei Bergseen – die Vordere und Hintere Blaue Gumpe. An ersterer staute sich das Wasser der Partnach an Geröllmassen aus Bergstürzen. Ein Starkregen trug den natürlichen Staudamm teilweise ab und füllte den See vollständig mit Sediment; die Blaue Gumpe existiert deshalb heute nicht mehr.
Im Reintal, das sich danach langsam nach Norden wendet, formt die Partnach insgesamt vier Klammen, von denen die letzte die bekannte und touristisch erschlossene Partnachklamm ist. Diese vierte Partnachklamm ist 720 Meter lang und bis zu 80 m tief. Innerhalb ihrer verengt sich die zuvor bis zu 25 m breite Partnach auf oft nur noch 5 m Breite und stürzt in einem Wasserfall über eine mehrere Meter hohe Felsstufe. Unterhalb der Gefällstufen hat sie zum Teil mehrere Meter tiefe Strudeltöpfe gebildet. Im Zentrum durchfließt sie ein Felsentor.
Am nördlichen Ortsrand von Garmisch-Partenkirchen mündet die Partnach auf 690 m ü. NN  von rechts in die Loisach. Sie hat damit auf einer Strecke von 18 km ein absolutes Gefälle von fast 740 m und ein mittleres relatives Sohlgefälle von etwa 41 ‰. Bis zum Ortsrand von Garmisch-Partenkirchen ist die Partnach ein naturnaher Fluss. Ab dort bis zur Mündung in die Loisach sind ihre Ufer mit Stein- und Blockschüttungen verbaut und dadurch festgelegt. Die Partnach ist auf mehreren Stegen und Brücken zu überqueren. Der erste führt an der Bockhütte im Reintal über den Fluss, der zweite und dritte erst kurz vor dem Eingang der Partnachklamm. Zwei Stege lassen auch tief in die Klamm selbst blicken. Hinter der Klamm ermöglichen in Garmisch-Partenkirchen und am südlichen Ortsrand insgesamt 10 Straßen- und Fußgängerbrücken sowie 2 Eisenbahnbrücken die Querung der Partnach.

## Zuflüsse
Die folgende Tabelle enthält die größeren Zuflüsse der Partnach mit ihren wichtigen Kenngrößen. Zum Vergleich wurde auch die Partnach selbst aufgenommen.
| Stat. [km] | GKZ       | Name                        | von    | Länge [km] | EZG [km²] | Mündungsort                               | Mündungshöhe [m ü. NHN] | Quellort                                            | Quellhöhe [m ü. NHN] |
| ---------- | --------- | --------------------------- | ------ | ---------- | --------- | ----------------------------------------- | ----------------------- | --------------------------------------------------- | -------------------- |
| 17.5       | 1624-11?a | Gatterlbach                 | rechts | 02,2       | ?         | vor (Reintal-)Angerhütte                  | 1.372                   | Feldernjöchl                                        | 2.086                |
| 11,9       | 1624-11?b | Reintalbach                 | rechts | 01,3       | ?         | nach Bockhütte                            | 1.034                   | Teufelsgsaß                                         | 1.858                |
| 09,4       | 1624-11?c | Ferlsbach/Mitterklammgraben | rechts | 01,3       | 001,2     | nach Mitterklamm                          | 0.903                   | nordwestlich Schachentorkopf                        | 1.192                |
| 08,7       | 1624-11?d | Spitzwaldgraben             | rechts | 02,4       | 001,2     |                                           | 0.874                   | Schnitzbank                                         | 1.670                |
| 08,6       | 1624-12   | Bodenlaine                  | links  | 05,5       | 009,9     | südlich von Reinthal                      | 0.863                   | südlich der Seilbahnstation auf dem Osterfelderkopf | 1.995                |
| 08,5       | 1624-19?a | Klausengraben               | rechts | 01,7       | 000,8     |                                           | 0.861                   | Ebenwald                                            | 1.248                |
| 08,1       | 1624-19?b | Sulzgraben                  | links  | 02,6       | 001,7     | östlich von Reinthal                      | 0.852                   | Garmischer Haus                                     | 1.322                |
| 06,2       | 1624-2    | Ferchenbach                 | rechts | 10,5       | 035,7     | vor Partnachklamm                         | 0.796                   | Ausfluss des Ferchensees                            | 1.060                |
| 05,4       | 1624-31?a | Streichlagraben             | links  | 00,8       | 000,2     | in Partnachklamm                          | 0.772                   | südwestlich der Sattlerhütte                        | 1.144                |
| 05,3       | 1624-31?b | Graseckgraben               | rechts | 00,8       | 000,1     | bei Vordergraseck in Partnachklamm        | 0.767                   | Eselwald bei Eckbauer                               | 1.185                |
| 05,1       | 1624-32   | Diesengraben                | links  | 02,0       | 000,8     | Unterkunftshaus nach Partnachklamm        | 0.761                   | Lanzenmoos                                          | 1.295                |
| 04,9       | 1624-33?a | Schlenzgraben               | rechts | 01,2       | 000,3     | Unterkunftshaus nach Partnachklamm        | 0.761                   | nördlich Eckbauer                                   | 1.202                |
| 04,5       | 1624-33?b | Wiesholzgraben              | rechts | 01,2       | 000,2     | Wildenau, erstes Kraftwerksgebäude        | 0.750                   | Eselberg                                            | 1.056                |
| 04,2       | 1624-34   | (Zufluss)                   | links  | 01,8       | 000,3     | nach Wildenau im Bereich des Kraftwerks   | 0.744                   | Drehmöserhütte                                      | 1.291                |
| 00,9       | 1624-4    | Kankerbach                  | rechts | 13,2       | 031,0     | Garmisch-Partenkirchen, Wettersteinstraße | 0.699                   | nördlich von Krenzbach als Köchelgraben             | 1.073                |
| n. a.      | 1624      | Partnach selbst             | n. a.  | 18,0       | 128,9     | Garmisch-Partenkirchen, Nordrand          | 0.690                   | Zugspitzmassiv, am Ochsensitz                       | 1.426                |

1. ↑  Stationierung, die Entfernung von der Partnachmündung aufwärts bis zu diesem Zufluss.
2. ↑  Gewässerkennzahl, in Deutschland die amtliche Fließgewässerkennziffer mit eingefügtem Trenner hinter dem Präfix, das einheitlich für den allen gemeinsamen Vorfluter Partnach steht. Bei nicht ermittelbarer Gewässerkennzahl steht hinter dem nach der Systematik sicheren Präfix ein Fragezeichen.
3. ↑  Wo erhältlich nach dem Verzeichnis der Bach- und Flussgebiete in Bayern …, sonst auf dem BayernAtlas abgemessen.
4. ↑  Wo erhältlich nach dem Verzeichnis der Bach- und Flussgebiete in Bayern …, sonst auf dem BayernAtlas abgemessen.
5. ↑  Höhe abgefragt auf dem BayernAtlas (Rechtsklick). Im Bereich der Partnachklamm interpoliert nach Fließstrecke.
6. ↑  Höhe abgefragt auf dem BayernAtlas (Rechtsklick).

Ferchenbach und Kankerbach sind also die bedeutendsten Zuflüsse, beide laufen von rechts und aus dem Osten zu, der Ferchenbach zwischen dem Nordhang der fast 2500 m ü. NHN hohen Wettersteinwand und dem über 1000 Meter niedrigeren Wamberg zur Rechten, der Kankerbach zwischen Wamberg zur Linken und dem wieder bis fast 1800 m ü. NHN hohen Estergebirge.

## Weitere Bilder

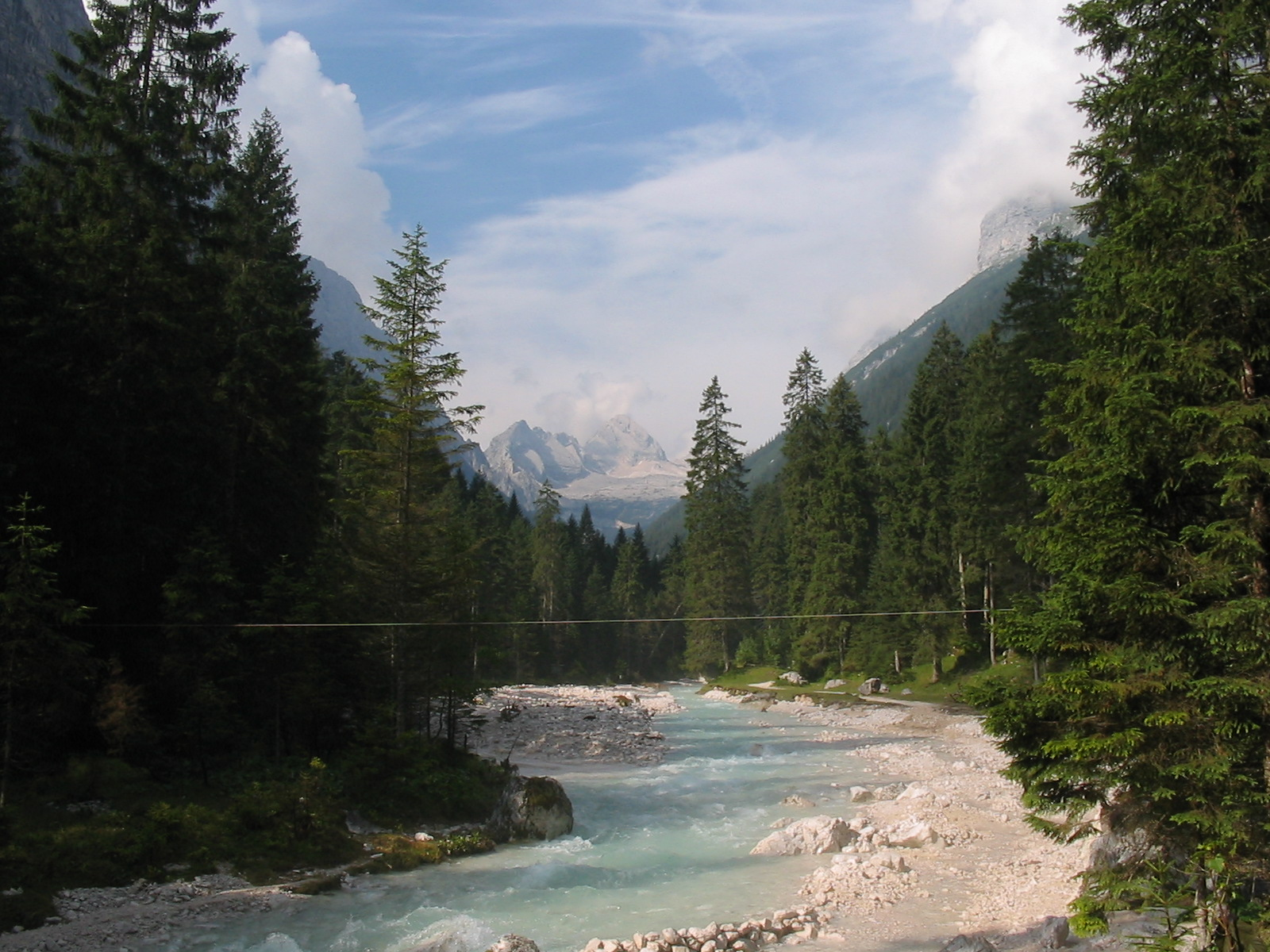
Partnach Höhe Bockhütte
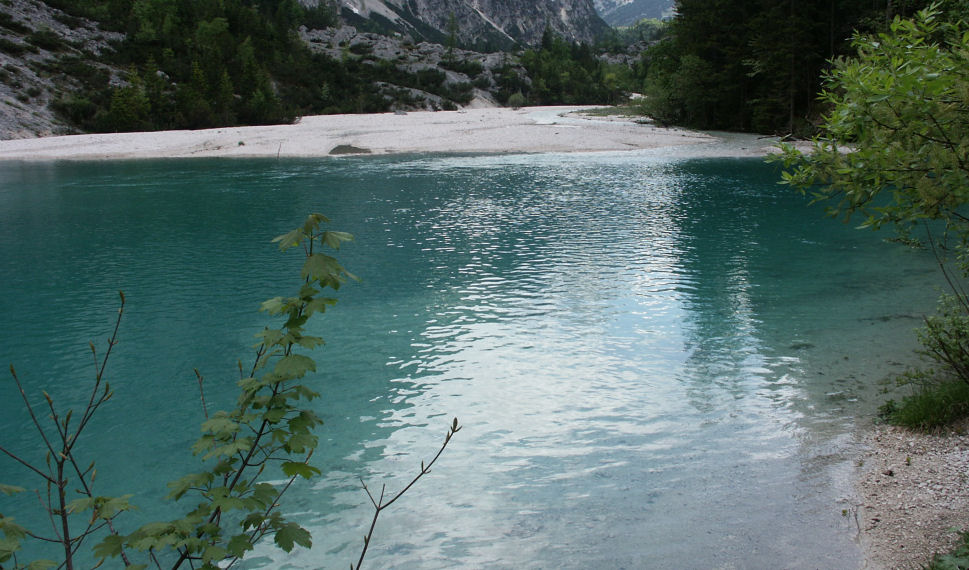
Die Vordere Blaue Gumpe vor dem Unwetter im August 2005
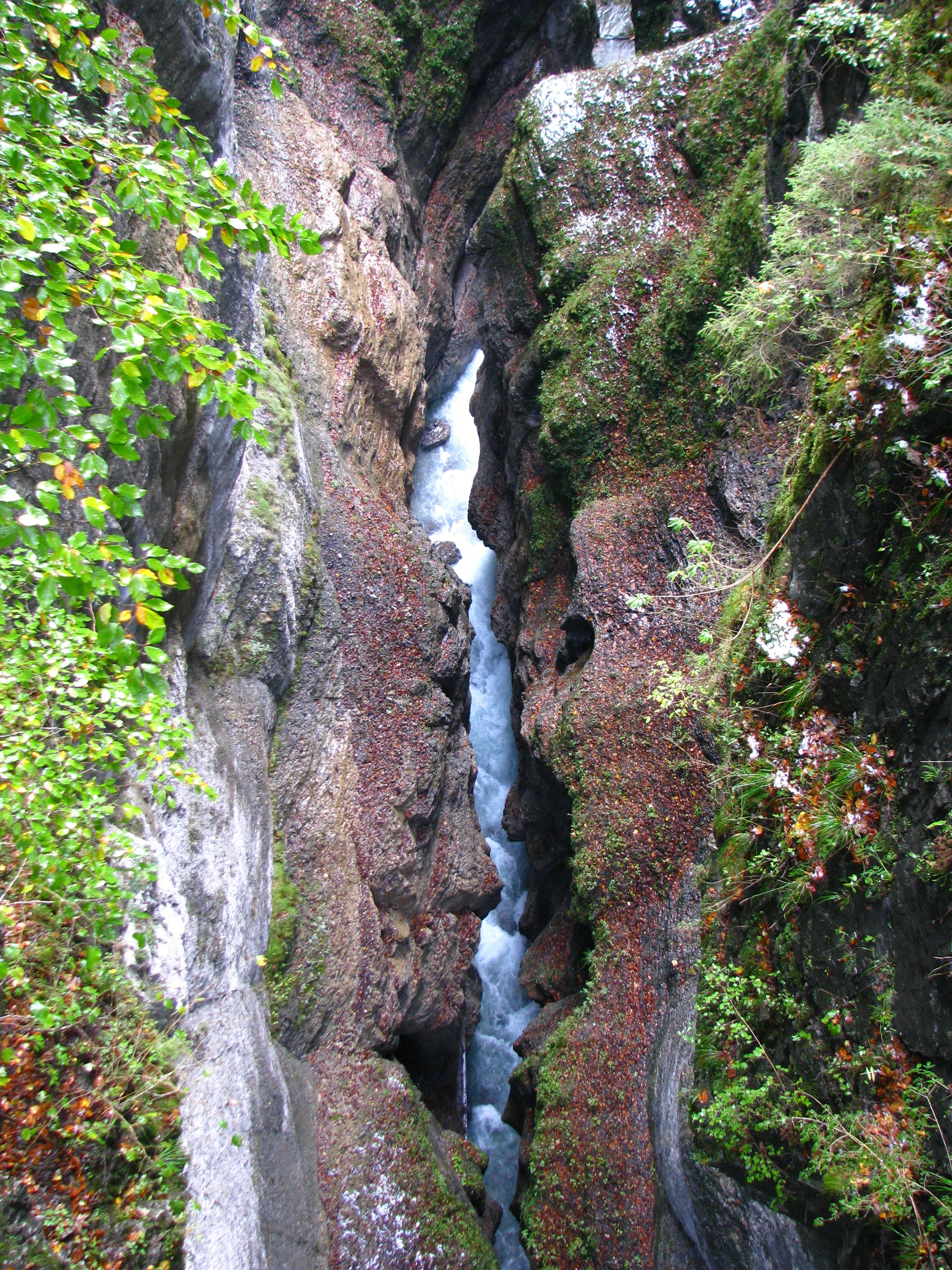
Partnachklamm von oben
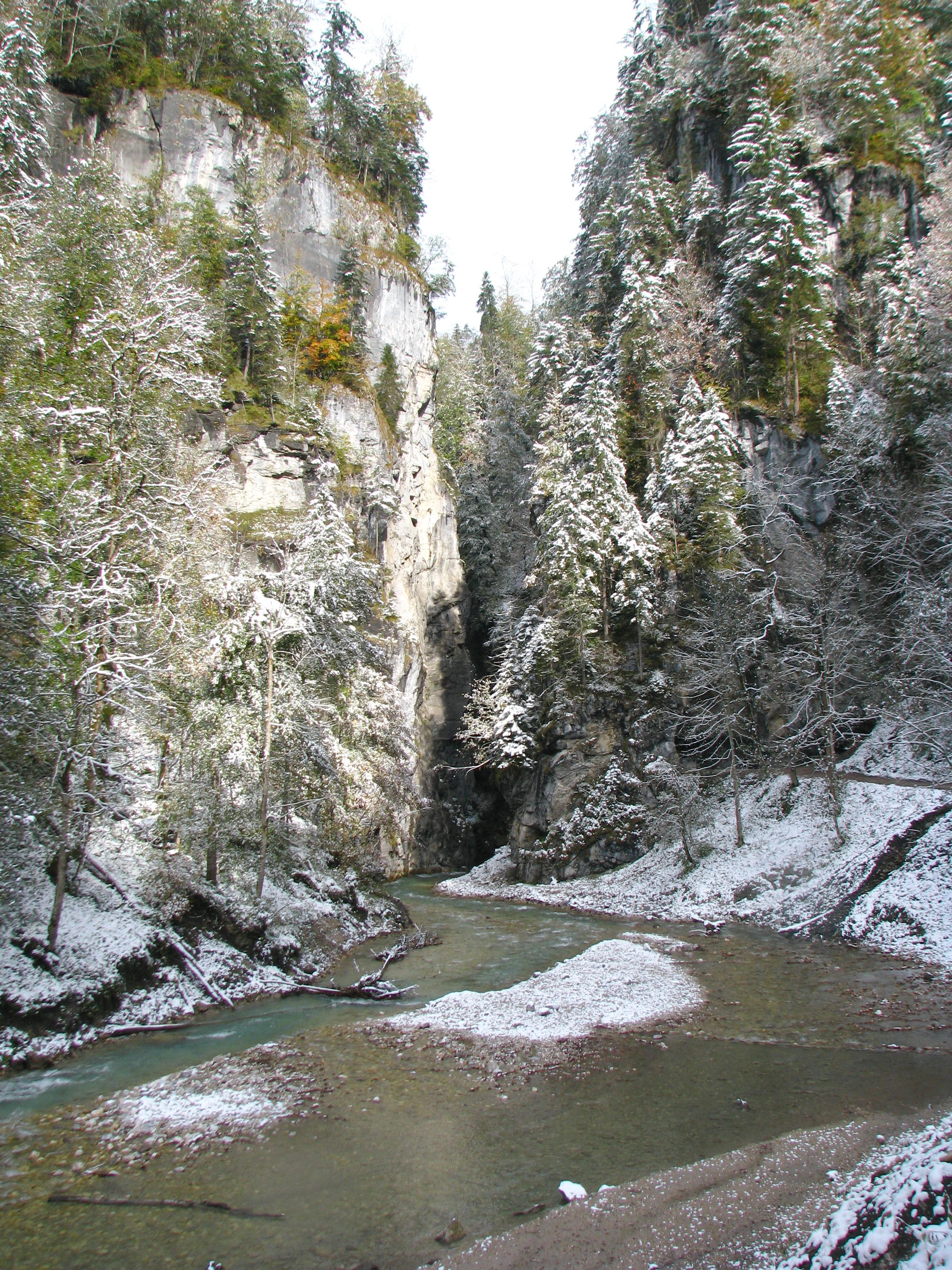
Eingang der Partnachklamm
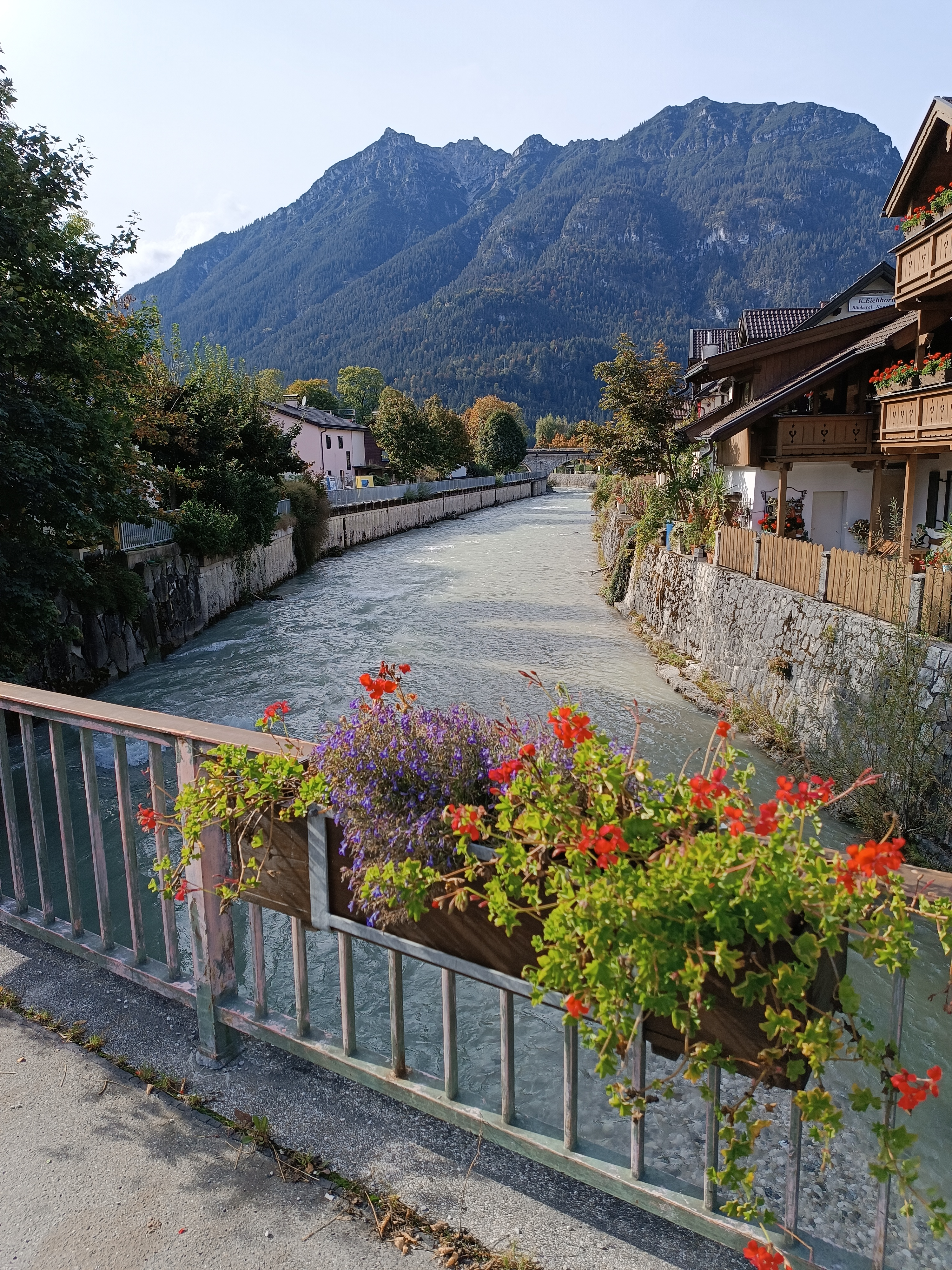
Partnach in Garmisch-Partenkirchen, Brücke Von-Brug-Straße, Blick nach Westen flussabwärts